# Human Hearts (film 1922)
Human Hearts è un film muto del 1922 diretto da King Baggot. Prodotto e distribuito dalla Universal Film Manufacturing Company, aveva come interpreti House Peters, Russell Simpson, Edith Hallor, Mary Philbin, Ramsey Wallace, George Hackathorne, Gertrude Claire.
La sceneggiatura di Lucien Hubbard e Marc B. Robbins - adattata per lo schermo da Marc Robbins and George C. Hull - si basa sull'omonimo lavoro teatrale di Hal Reid.

## Trama
Tom Logan sposa, nonostante l'opposizione di suo padre Paul, Barbara Kye, una donna dal dubbio passato che l'ha circuito a causa dei ricchi giacimenti di carbone che si trovano nelle proprietà dei Logan. Diseredato dal padre, Tom mantiene la moglie con il suo lavoro. I due hanno una bambina ma, ben presto, Barbara si dimostra insofferente alla monotona vita contadina. Così, quando un suo ex, tale Benton, torna in città dopo avere scontato una pena in carcere, riprende i contatti con lui. Il vecchio Logan, che li sorprende insieme, ha uno scontro con Benton ma finisce per avere la peggio, restando ucciso. Jimmy, il fratellastro di Tom, corre al villaggio, diffondendo la notizia che Tom ha ucciso suo padre. Accusato del crimine, Tom viene condannato e incarcerato mentre Barbara va a vivere in città insieme alla figlia e a Benton. Passa qualche anno. Tornato libero, Tom va a cercare la moglie, salvandola dalle brutalità di Logan e riportando la sua famiglia alla fattoria.

## Produzione

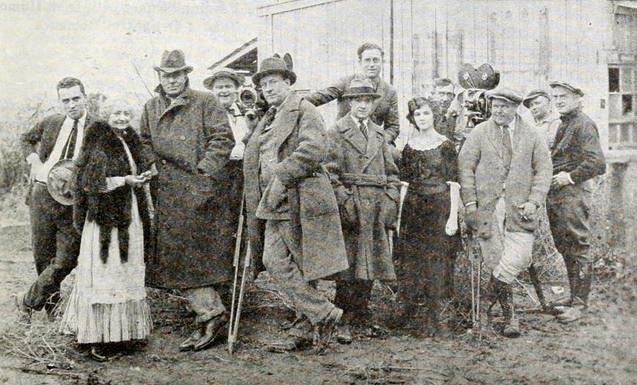
La troupe del film, con Gertrude Claire, House Peters, King Baggot, Mary Philbin e altri

Il film, prodotto dalla Universal Film Manufacturing Company, venne girato nel novembre 1921; le ultime riprese vennero fatte a Owensmouth, in California.

## Distribuzione
Distribuito dalla Universal Film Manufacturing Company, il film uscì nelle sale statunitensi nell'agosto 1922, presentato a New York e a San Francisco intorno al 5 agosto.

### Conservazione
Copia completa della pellicola si trova conservata negli archivi della George Eastman House di Rochester.